# Sarrameana albidoplumbea
Sarrameana albidoplumbea är en lavart som först beskrevs av Hook. f. & Taylor, och fick sitt nu gällande namn av Farkas. Sarrameana albidoplumbea ingår i släktet Sarrameana och familjen Sarrameanaceae.   Inga underarter finns listade i Catalogue of Life.